# Höhlengebiet Möddinghofe

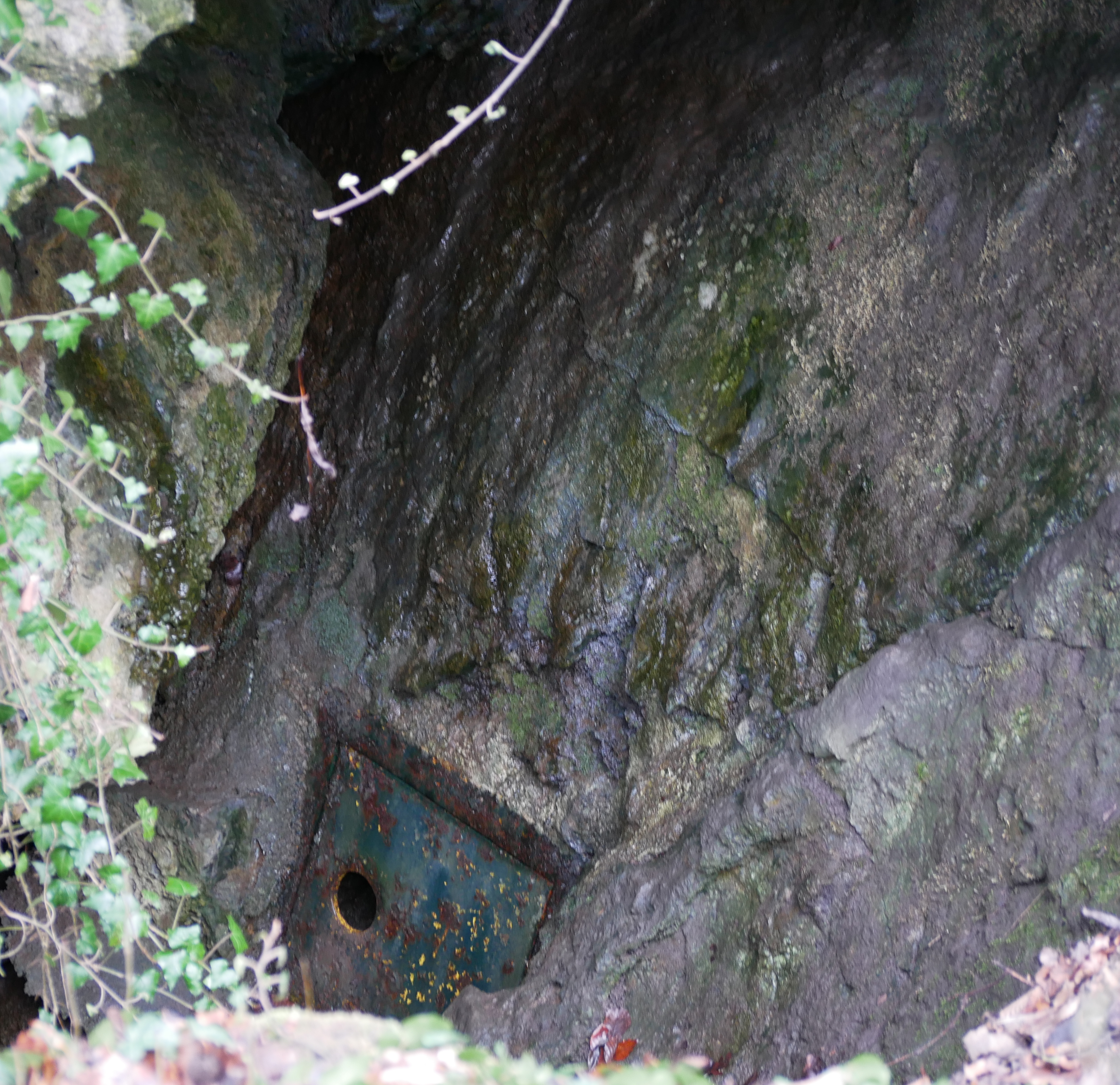
Höhlengebiet Möddinghofe

Das Höhlengebiet Möddinghofe in Wuppertal ist im Landschaftsplan Wuppertal-Nord unter 2.6.17 als Naturdenkmal ausgewiesen.

## Lage und Beschreibung
Das Höhlengebiet liegt im Nordosten von Wuppertal in der Linderhauser Senke, nahe der Stadtgrenze zu Schwelm, bei der Ortslage Möddinghofe. Es liegt in einem bewaldeten Gelände mit dem Bach Meine am Abzweig Hölkerfeld (südlich der Linderhauser Straße) zum Industriegebiet Nächstebeck. In dem Durchbruchstal des Karstgewässers – die Meine – das zeitweilig trockenfällt, befinden sich östlich einige Bachschnellen und Felsaufschlüsse sowie Bachschwinden.
Zu dem Höhlengebiet gehören unter anderen die benannten Höhlen die Himmelfahrt-Ponorhöhle, die Erdmännkes Kuhle und die Meinebach-Ponorhöhle.
Ein Ausweisungsvorschlag zu einem Naturdenkmal erfolgte 2007 vom Geologen Thomas Wardenbach nach einer Untersuchung von Geotopen der Stadt.